# Hebridochernes
Hebridochernes es un género de pseudoescorpiones perteneciente a la familia Chernetidae. Las especies del género se encuentran en Oceanía.

## Especies
En este género se han reconocido las siguientes especies:

- Hebridochernes caledonicus Beier, 1964.
- Hebridochernes cornutus Beier, 1965.
- Hebridochernes gressitti Beier, 1964.
- Hebridochernes maximus Beier, 1979.
- Hebridochernes monstruosus Beier, 1966.
- Hebridochernes papuanus Beier, 1965.
- Hebridochernes paradoxus Beier, 1940.
- Hebridochernes salomonensis Beier, 1966.
- Hebridochernes submontruosus Beier, 1970.

### Publicación original
- Beier, 1940 : Die Pseudoscorpionidenfauna der landfernen Inseln. Zoologische Jahrbücher, Abteilung für Systematik, Ökologie und Geographie der Tiere, vol. 74, p.161-192.